# Sam and Max: The Devil's Playhouse
 (novembre 2019).
Si vous disposez d'ouvrages ou d'articles de référence ou si vous connaissez des sites web de qualité traitant du thème abordé ici, merci de compléter l'article en donnant les références utiles à sa vérifiabilité et en les liant à la section « Notes et références ».
Sam and Max: The Devil's Playhouse est une série épisodique de jeux d'aventure en pointer-et-cliquer publiée et développée Telltale Games. Il s'agit de la troisième saison de la série de jeu épisodique basée sur les personnages Sam and Max de Steve Purcell. La saison est sortie au complet sur PC, Mac et sur PlayStation 3 sur le Playstation Network. Seul le premier épisode est sorti sur iPad.

## Trame
Max découvre dans la rue un jouet, il le montre à Sam, ils découvrent qu'il est magique et Max se retrouve avec des pouvoirs psychiques. Ils vont découvrir d'autres jouets magiques au fil des aventures. Malheureusement, ces jouets attirent l'attention de personnes mal intentionnées qui veulent utiliser leurs pouvoirs pour conquérir le monde ou la galaxie. Parmi les dangers qui menaceront les héros, il y aura un gorille de l'espace, un nécromancien, un ancien pharaon, une armée de clones de Sam, une marionnette, Max transformé en monstre, et le responsable de cette histoire qui se trouve dans le cerveau de Max.

## Système de jeu
La jouabilité reste la même que dans les saisons précédentes, à savoir un jeu point'n'click en 3D dans lequel le joueur contrôle Sam et peut interagir avec Max pour résoudre les énigmes. Sur PC, les actions à mener se font toujours par un simple clic gauche de la souris. Il n'y a pas de fonction "parler", "prendre" ou "utiliser". L'action la plus logique est réalisée : si on clique sur une personne, Sam lui parle. Si on clique sur un objet, on obtient sa description et Sam le prend s'il est utile.
L'inventaire est toujours représenté par une boîte en carton, comme dans les autres jeux de la série Sam & Max. Il n'est cependant pas possible de combiner des objets de l'inventaire entre eux, mais uniquement de les utiliser avec les éléments du décor.

## Personnages
En plus de Sam et Max qui en sont les héros, plusieurs des personnages récurrents des deux premières saisons apparaissent plus souvent que d'autres dans cette saison comme Harry Lataupe, les F.L.I.C.S., l'agent Siphon, Flint Paper, la fille Stinky et son grand-père et la mère de Bosco. Certains des autres personnages secondaires apparaissent rarement.
De nouveaux personnages s'ajoutent à la série :
- Le Narrateur apparaît vers le début et la fin de chaque épisode pour expliquer l'histoire de son point de vue, il est en noir et blanc (sauf la rose qu'il a sur lui qui est rouge). Il est une parodie des narrateurs de la série La Quatrième Dimension. Il aurait un rôle plus important.
- Supramiral Kosmonobo est un gorille de l'espace cherchant les Jouets du Pouvoir pour conquérir l'univers. Il veut faire de la fille Stinky sa reine.
- Papyrus présentait un concours pour aller en Égypte en 1901, il a été envoyé dans une dimension et a réussi à s'en sortir vivant sans vieillir un siècle plus tard pour être directeur d'un musée. Il aurait une relation avec un certain docteur Norrington et utilise la magie noire.
- Sal est un cafard de taille humaine qui était le cuisinier de Stinky dans la saison 2 (Il n'y apparaissait jamais) avant que le Pépé Stinky le mette à la porte pour ne pas avoir de cafards dans sa cuisine. Il est devenu après le gardien de sécurité du musée de Paiperwaite et il perdra aussi cet emploi.

## Épisodes
1. The Penal Zone
2. The Tomb of Sammun-Mak
3. They Stole Max's Brain!
4. Beyond the Alley of the Dolls
5. The City that Dares Not Sleep

Lors de la sortie initiale, chaque épisode pouvait être acheté individuellement ou bien le joueur pouvait acquérir la saison au complet, les épisodes ne pouvant être joués qu'au fur et à mesure de leur disponibilité à la vente.
Une version DVD-ROM présentant l'intégralité de la saison est sortie le 15 septembre 2011 sur PC, et fut distribuée par Focus Home Interactive. Elle propose une version anglaise sous-titrée en français du jeu, et non plus un doublage intégral comme c'était le cas dans les saisons précédentes.

## Accueil
- Adventure Gamers : 4/5 (ép. 1)[1] - 4/5 (ép. 2)[2] - 3,5/5 (ép. 3)[3] - 3,5/5 (ép. 4)[4] - 4/5 (ép. 5)[5]
- Jeuxvideo.com : 17/20 (saison complète)[6]